# Henri de Marcy
Henri Settimo de Marcy ou de Marciac (v. 1136-1er janvier 1189) est un prélat cistercien français, abbé de Hautecombe en 1160, puis abbé de Clairvaux en 1176-1179. Il est nommé cardinal-évêque d'Albano au troisième concile du Latran en 1179, puis légat du pape en 1181. C'est une figure importante de la lutte de l'Église catholique romaine contre les bons hommes hérétiques du Midi (souvent désignés depuis le XIXe siècle, à tort, comme cathares) et le valdéisme à la fin du XIIe siècle.

## Biographie
Il est né d'une famille noble, au château de Marcy (Castro Marsiaco), près de l'abbaye de Cluny ; il entre très jeune comme moine à Clairvaux. Il montre une grande maturité et est nommé en 1160 abbé de Haute-Combe, en Savoie, quatre ans seulement après avoir été ordonné prêtre. Après avoir gouverné cette abbaye pendant quinze ans, il est élu, en 1176 ou 1177, abbé de Clairvaux, après le meurtre de son prédécesseur Gérard de Clairvaux par un moine renégat.

### La mission de 1178 en Languedoc
En 1177, le comte Raymond V de Toulouse s'adresse au roi de France pour dénoncer les progrès des cathares dans ses États et réclame son intervention armée. Des missionnaires sont désignés pour éradiquer l'hérésie : le légat du pape, Pierre de Saint-Chrysogone ; les archevêques de Bourges et de Narbonne, les évêques de Bath et de Poitiers, Jean de Bellesmains. Le chroniqueur Roger de Hoveden les accompagne. En septembre, le comte de Toulouse écrit une lettre au chapitre général de l'ordre de Cîteaux, qui charge Henri de Marcy de rejoindre les missionnaires.
Henri est partisan de lutter contre l'hérésie en soutenant la mission de prédication par le bras séculier, comme l'attestent deux lettres envoyées au printemps 1178 au roi de France et au pape. Il rejoint cette même année les autres missionnaires qui, arrivés à Toulouse, sont accueillis par des huées. Après un prêche public, ils obtiennent la conversion de Pierre Maurand, qui subit une pénitence publique. Deux autres parfaits, Raimond de Baimiac et Bernard Raymond sont excommuniés après s'être exprimé avec Henri dans un débat public. Raimond V prononce l'expulsion de ses États de tous les hérétiques convaincus. Les autres cathares se retirent prudemment des débats. Henri se rend ensuite avec l'évêque de Bath dans l'Albigeois, exhorter le vicomte Roger II Trencavel à remettre en liberté l'évêque d'Albi, qu'il avait mis en prison. Roger, qui protège ouvertement les cathares, évite de le rencontrer, et les deux hommes arrivent à Castres où se trouve la famille du vicomte et prêchent la foi catholique dans cette ville à majorité cathare. Le vicomte est excommunié au nom du légat du pape, des rois de France et d'Angleterre.
De retour à Clairvaux, Henri fait faire la translation du corps de saint Bernard, qui est placé dans un tombeau de marbre, derrière l'autel de la Vierge. Il obtient du roi d'Angleterre les fonds nécessaires pour couvrir en plomb l'église du monastère. Il persuade Henri le Libéral, comte de Champagne de prendre la croix avec plusieurs autres seigneurs. Le siège épiscopal de Toulouse devient vacant. Henri, pressenti pour le poste, refuse l'offre.

### La croisade de 1181 contre lesAlbigeois
En 1179, il se rend au concile de Latran, où il est créé cardinal évêque d'Albano par le pape Alexandre III. Au printemps 1181, le pape le nomme légat en France pour exécuter les décrets du concile contre les hérétiques, qu'il a inspiré (canon 27). Il lève aussitôt une armée et entreprend en juin le siège du château de Lavaur, qui est livré après quelque résistance, par Adélaïde de Toulouse, épouse de Roger II de Béziers. Celui-ci se soumet, et promet avec ses vassaux de renoncer à l'hérésie. Le chroniqueur Gaufred de Vigeois ajoute qu'après cette expédition les croisés se retirèrent, sans que leur action ait eu de résultats notables contre l'hérésie.
Après avoir terminé cette campagne, le cardinal Henri prend la route du Velay, et tient le 15 septembre un concile au Puy, en présence des évêques de Poitiers, du Puy, de Maguelone et de Lodève. Les deux parfaits Raimond de Baimiac et Bernard Raymond arrêtés à Lavaur, comparaissent devant le concile et abjurent. Il est à Bazas au mois de décembre où il tient le concile de la province d'Auch. Il est à Saintes le 9 janvier 1182 puis le 28 février il préside à Limoges le concile des deux provinces de Bourges et de Bordeaux. Il est le 1er avril à Poitiers, puis il se rend à Paris, où il est un des médiateurs de la paix conclue en 1182 entre le roi de France et le comte de Flandre. À la prière de l'évêque de Paris, Henri fait ensuite la dédicace de la cathédrale Notre-Dame le 19 mai.

### Le prêche de la troisième croisade

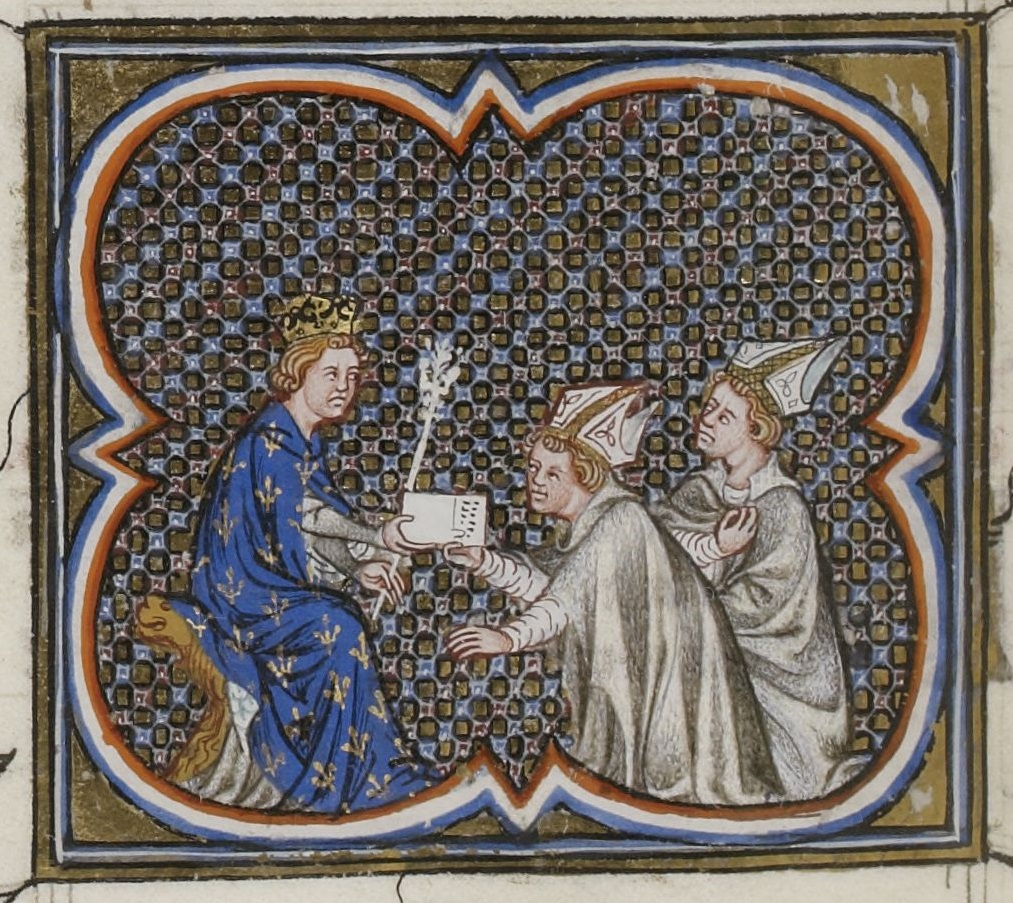
Philippe Auguste recevant des messagers du pape l'appelant à la croisade. Grandes Chroniques de France, XIVe siècle, Bibliothèque nationale de France

Après avoir présidé le chapitre général de Cîteaux, il retourne à Rome à la fin de 1182. Il est à Velletri début février 1183, où il souscrit à la constitution du pape Lucius III portant érection en métropole de l'évêché de Monreale en Sicile. Il est encore en Italie en 1185, car il est présent à la mort du pape Lucius survenue à Vérone le 24 novembre de cette année. Il assiste également à la mort du pape Urbain III, décédé à Ferrare le 9 octobre 1187, selon la légende à l'annonce de la prise de Jérusalem. Il est pressenti pour être élu pape, mais décline l'offre et est nommé légat en France et en Allemagne par le nouveau pape Grégoire VIII pour prêcher la troisième croisade après le 29 octobre 1187. Il se rend d'abord auprès de l'empereur Frédéric Barberousse qui l'accueille favorablement, à condition que les autres souverains d'Europe s'engagent à leur tour. Il se rend ensuite en France et parvient à réunir à Gisors, en Normandie, Philippe II Auguste, Henri II d'Angleterre et Philippe d'Alsace qui oublient leur querelles pour s'engager à prendre la croix. Il retourne en Allemagne avec Josse, archevêque de Tyr, solliciter de l'empereur de prendre la croix. Il assiste à la conférence d'Yvois entre Frédéric et le roi de France. L'empereur, après cette entrevue, réunit une diète à Mayence pour le 27 mars 1188, et le légat parcourt l'Allemagne pour prêcher la croisade. À la diète de Mayence, il donne la croix à l'empereur et à soixante-huit princes d'empire. Il tient un synode à Liège où il prêche contre la simonie et convainc l'évêque Raoul de Zähringen à rejoindre la croisade.
À partir des Flandres, Henri travaille ensuite à réconcilier Henri II Plantagenêt et Philippe Auguste qui ont repris la guerre, soucieux que le conflit ne nuise pas à ses projets.
Après la conférence de Bonsmoulins, au diocèse de Séez, le 18 novembre 1188, il lance l'excommunication contre Richard, fils du roi d'Angleterre, qui s'étant ligué avec le roi de France contre son père, fait obstacle au départ en croisade des deux rois. Après cet acte de vigueur, Henri, retourne en Flandre et meurt bientôt à Arras, le 1er janvier 1189 avant la fin de cette guerre.

## Ouvrages
La vie active d'Henri ne lui permet pas d'écrire beaucoup. Néanmoins, on connaît de lui un traité intitulé De peregrinante civitate Dei, des lettres et des sermons.